# Rhaphidophora africana
Rhaphidophora africana är en kallaväxtart som beskrevs av Nicholas Edward Brown. Rhaphidophora africana ingår i släktet Rhaphidophora och familjen kallaväxter. Inga underarter finns listade.